# Ajándékutalvány
Az ajándékutalvány többnyire papíralapú értékpapír, amivel a rajta feltüntetett elfogadóhelyeken termékeket és szolgáltatásokat lehet vásárolni az utalványon található értékmegjelölés maximumáig, a rajta feltüntetett dátumig.

## Felhasználása
Az ajándékutalvány készpénzre nem váltható, csak teljes értékén használható fel, és névérték alatti beváltás esetén a különbözet visszatérítésére általában nincs lehetőség. Hasonló módon ajándékkártyákat is kibocsátanak.
Az ajándékutalvány forgalmazójának az ajándékozó egy bizonyos összeget fizet, amiért egy általában francia boríték méretű, többnyire színes, nyomtatott papírt kap. Ezt az ajándékozott az általa kiválasztott, vagy az utalványon konkrétan feltüntetett áru, szolgáltatás megvásárlására költheti.
Egyes áruházak, márkák gyakran saját, üzleteikben beváltható címletes ajándékutalványokat bocsátnak ki és árusítanak. 

## Előnyei és hátrányai
Az ajándékozó szempontjából az ajándékutalvány előnye, hogy egyszerűen, akár internetes vásárlással is hozzájuthat, nem kell boltokban sorban állnia. Előny továbbá, hogy bizonyos utalványokon egyedi üzenet is megadható, ezzel személyessé tehető.
Az ajándékozott szempontjából előny az, hogy ő maga választhatja ki a neki legjobban tetsző terméket, szolgáltatást, hátrány viszont, hogy az ajándékutalvány – típusától függően – korlátozza, hogy mely kereskedőknél, hálózatoknál, illetve milyen termékek vagy szolgáltatások megvásárlására használható.
Az utalvány kibocsátója szempontjából előny az, hogy a bevétel mindjárt az utalvány megvételekor keletkezik, míg a tényleges ellenszolgáltatás teljesítésére csak később (esetleg sohasem) kerül sor. Hátrány az, hogy az ajándékutalvány a kibocsátóval szemben nehezen meghatározható időben esedékes követelést testesít meg. Ez utóbbi probléma korlátozására az ajándékutalványoknak gyakran fix lejárati idejük van.